# Wyborów (województwo łódzkie)
Wyborów (do 1931 r. Duplice Duże) – wieś w Polsce, położona w województwie łódzkim, w powiecie łowickim, w gminie Chąśno, nad rzeką Nidą.

## Historia miejscowości
Miejscowość lokowana w 1334 r. na prawie średzkim. Wieś duchowna Duplice Wielkie była wsią klucza łowickiego arcybiskupów gnieźnieńskich. W 1911 r. powołano w miejscowości jednostkę Ochotniczej Straży Pożarnej. 9 czerwca 1931 r. zmieniono nazwę miejscowości z Duplice Duże na Wyborów.
W latach 1975–1998 miejscowość należała administracyjnie do województwa skierniewickiego.

### Historia według Kroniki Szkoły (1918–1952)[7]
Pierwsza szkoła w Wyborowie powstała w 1918 r. Była to jednosalowa szkoła o trzech oddziałach (w jednym pomieszczeniu pobierały lekcje trzy klasy). Szkoła mieściła się w lokalu wynajętym od Jana Tarkowskiego na szkołę nieodpowiednim. Pierwszą nauczycielką była Irena Mańkowska.
W 1930 r. oddano do użytku nową szkołę, w której stanowisko nauczyciela objął Antoni Król. W 1934 r. powiększono budynek szkolny – przesunięto szczyt szkoły o 2,5 m. 7 marca 1936 r. zostało założone kółko rolnicze. Zapisało się 38 osób. Prezesem został Franciszek Stach.
Wiosną 1946 r. miejscowość została zelektryfikowana, a w grudniu tego roku pojawiły się pierwsze radioodbiorniki. W czerwcu 1952 r. powstała Spółdzielnia Produkcyjna. Przystąpiło do niej 35 rolników. W tym samym roku zostało założone oświetlenie drogi oraz pojawił się pierwszy telefon.

### Historia według zapisków sołtysa (1952–2012)[8]
W 1966 r. miejscowość została zwodociągowana. Mieszkańcy Wyborowa w czynie społecznym zbudowali w latach 1978–1980 Dom Ludowy. W 1981 r. dokończono kładzenie asfaltu na całej długości drogi wzdłuż miejscowości. 13 maja 1988 r. rozpoczęto budowę nowego budynku szkoły podstawowej. Zajęcia lekcyjne zostały w tym czasie przeniesione do Domu Ludowego. Budowa trwała ponad rok. 17 września 1989 r. poprowadzono pierwszą lekcję w nowym budynku.
Dzięki staraniom sołtysa Wyborowa i wójta gminy Chąśno, w 1995 r. powstało w okolicach Domu Ludowego boisko piłkarskie. W 2010 r. zakończono budowę nowego wodociągu, a rok później oddano do użytku nowoczesną hydrofornię.

## Sąsiednie sołectwa
Chąśno, Przemysłów, Mastki, Świeryż Drugi, Retki